# Steve Windolf
Steve Windolf (ur. 7 stycznia 1982 w Eisenhüttenstadt) – niemiecki aktor teatralny, filmowy i telewizyjny. 

## Życiorys
Urodził się w Eisenhüttenstadt jako syn Doris, pielęgniarki, i Dietera Wrzesniowskiego, elektryka. Dorastał w Fürstenwalde. Pracował w kręgielni, był kelnerem i listonoszem, zajmował się wymianą podłóg. W 2002 uczęszczał do szkoły teatralnej w Lipsku. 

## Filmografia
- 2007: Tatort: Die Anwältin jako Jürgen Höfner
- 2011: Kobra – oddział specjalny - „Und... Action...!” jako Max Sasse
- 2012: Tatort: Alles hat seinen Preis jako Gerd Fröse
- 2013: Ostatni gliniarz jako Ron Hubertus
- 2013: Telefon 110 jako detektyw Mautz
- 2014: Kobra – oddział specjalny - „Konkurs” (Der Wettkampf) jako Sam Turner
- 2014: Telefon 110 jako detektyw Mautz
- 2016: Telefon 110 jako detektyw Mautz
- 2018: Tatort: Mord Ex Machina jako Victor Rousseau
- 2018: Tatort: Das verschwundene Kind jako Johannes Grischke